# Al-Kandżara
Al-Kandżara (arab. القنجرة) – miasto w Syrii, w muhafazie Latakia. W 2004 roku liczyło 4142 mieszkańców.